# Paeonia delavayi
Espèce
Classification phylogénétique
Paeonia delavayi, la pivoine de Delavay, est une espèce de plantes à fleurs de la famille des Paeoniaceae. C'est un arbuste de 1,50 à 2 mètres de hauteur originaire du sud-ouest de la Chine.
En 1884, le père Jean Marie Delavay découvrit près d’un glacier dans la région de Lijiang, au Yunnan (Chine), à 3500 m d’altitude, abritée derrière un rocher, une pivoine sauvage aux fleurs rouge sombre, inconnue jusque-là (même des Chinois semble-t-il). Elle fut baptisée Paeonia delavayi, en 1886 par Adrien Franchet du Muséum de Paris. Cultivée à Paris, elle fleurit pour la première fois en 1892.
Son nom vernaculaire chinois est 滇牡丹 diānmǔdān.
La classification des pivoines arbustives est l’objet de nombreuses controverses. Pour Hong et collaborateurs(1998), le complexe de P. delavayi est très variable à l’intérieur et entre les populations. Ces variations continues et sans corrélations entre caractères, les amènent à ne reconnaître qu’une espèce P. delavayi, sans taxons infraspécifiques. Paeonia lutea, P. potaninii et leurs formes infraspécifiques sont réduites à la synonymie avec P. delavayi.

## Description
La pivoine de Delavay (considérée ici au sens large selon Hong et al. 1998) est un arbuste de 150 à 180 cm de haut, entièrement glabre, à tige ligneuse, persistante et à feuillage caduc. La forme prédominante de reproduction se fait par stolon. Les racines sont fusiformes.
Les feuilles inférieures sont biternées, glabres ; les folioles pennatipartites, avec les pennes profondément lobées ou dentées, à base généralement décurrente. Les segments ultimes sont linéaires ou linéaires-lancéolés. Le pétiole fait 7-10 cm de long.
Chaque tige porte 1 à 3 fleurs, terminales et axillaires, pendantes, de 6 à 9 cm de diamètre. Les bractées sont vertes et foliacées. Les 2-9 sépales orbiculaires, persistantes sont vertes avec une base rose ou totalement pourpre. Les pétales au nombre de 7-11 sont de couleurs variées : rouges ou rouge marron (dans la forme restreinte), entièrement jaunes ou jaunes à base pourpre (dans ex P. lutea), parfois blancs, vert-jaunâtre, orange. Le disque forme comme un lobe très visible, charnu, entourant la base des carpelles. Les nombreuses étamines de 13-20 mm de long, aux filets cramoisi foncé ou jaunes, portent des anthères jaunes. Les 3-6 carpelles, glabres, coniques sont atténués en un style court. La floraison se fait durant les mois d’avril et juin.
Les fruits sont des follicules érigés, de 4 × 1,5 cm, bruns à maturité, glabres, demi-ouverts, avec des parois épaisses.

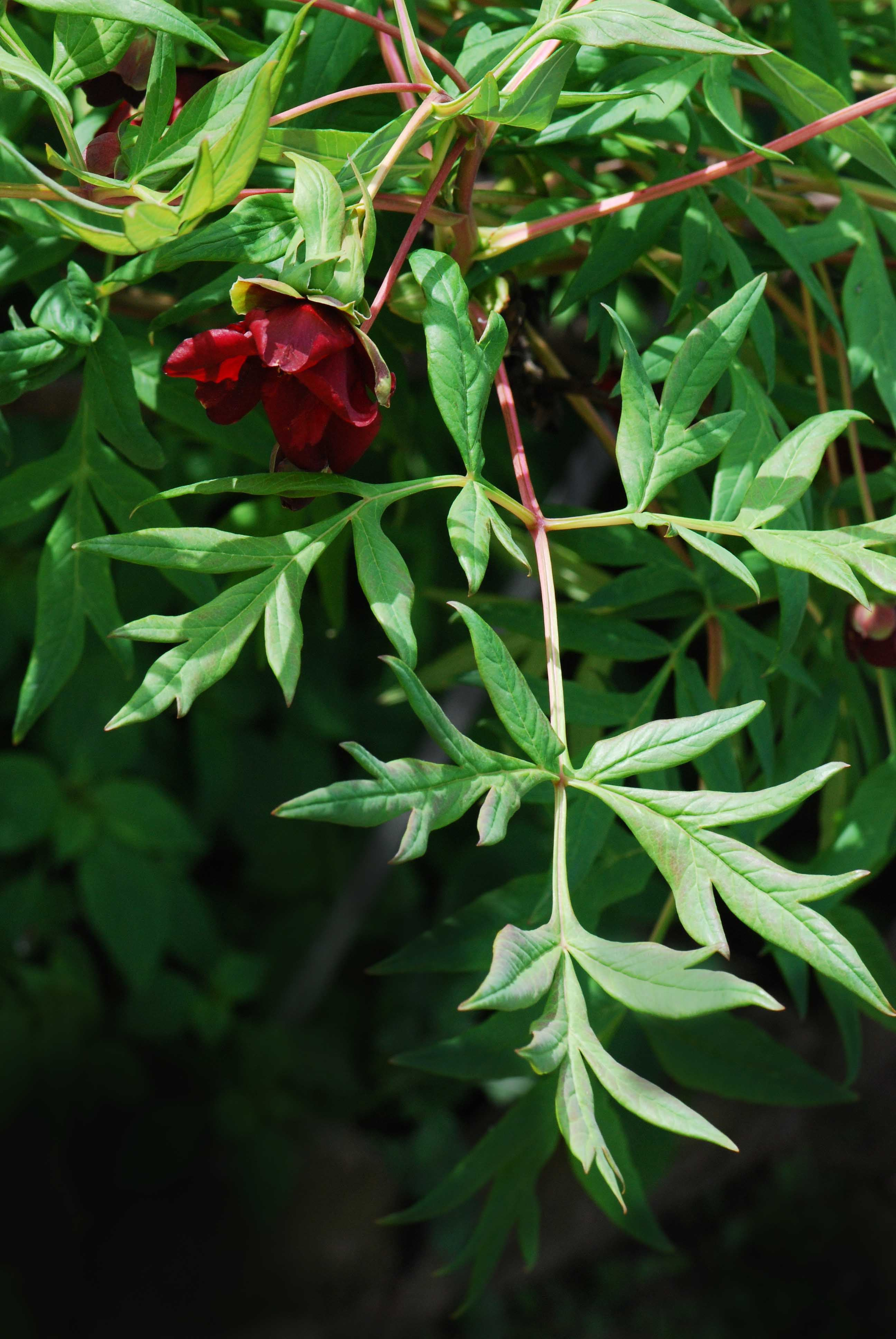
Feuille
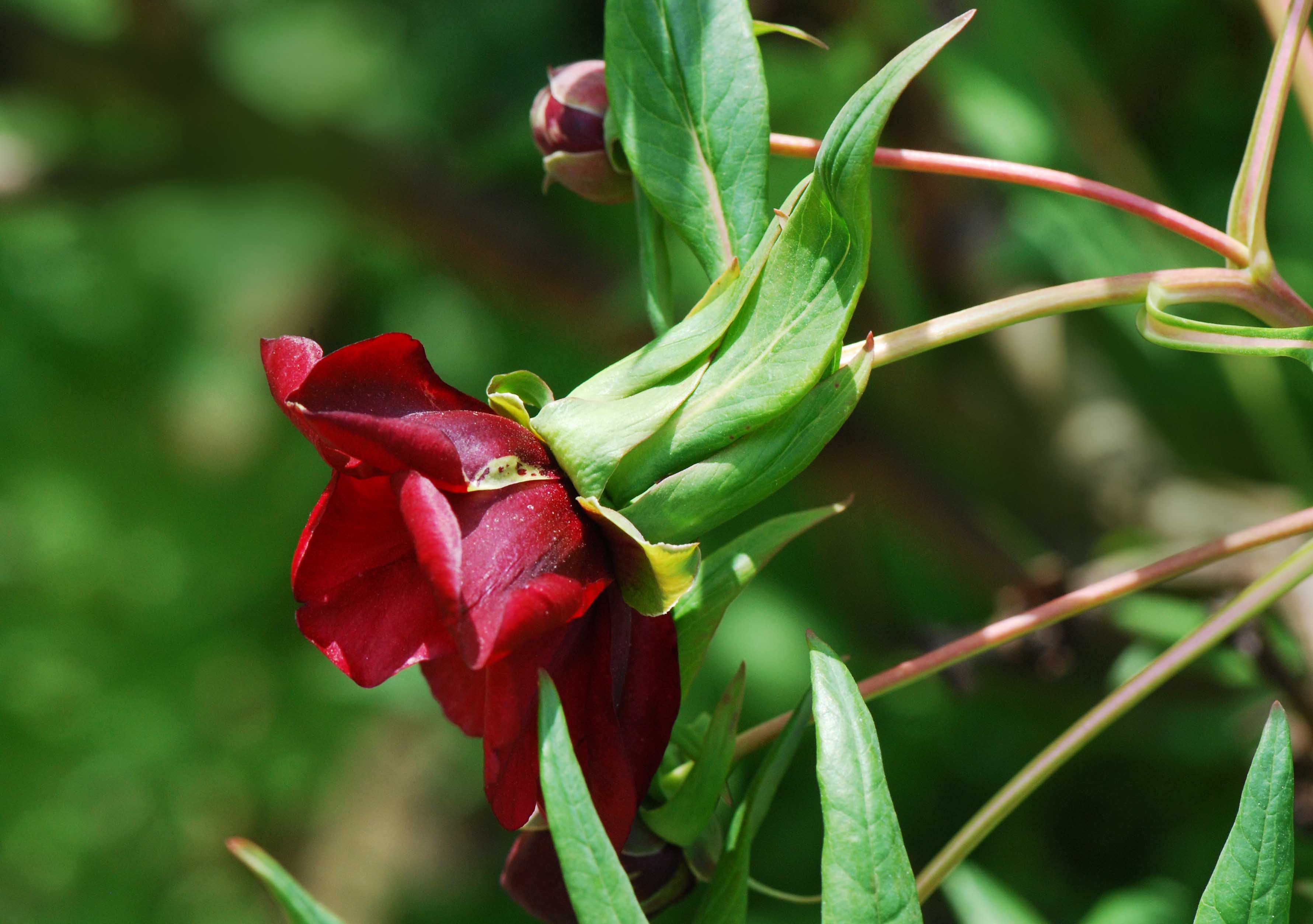
Fleur
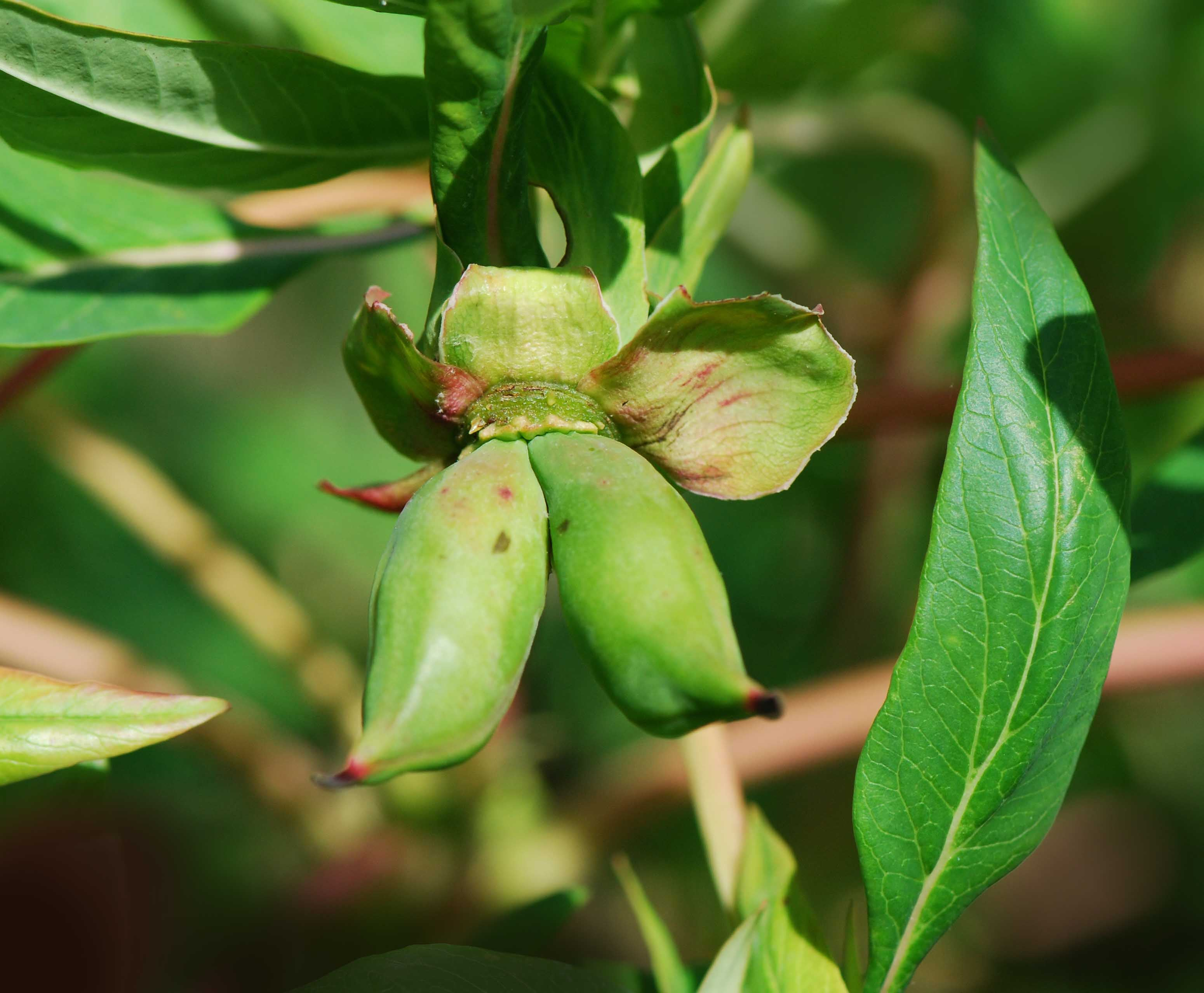
Fruit
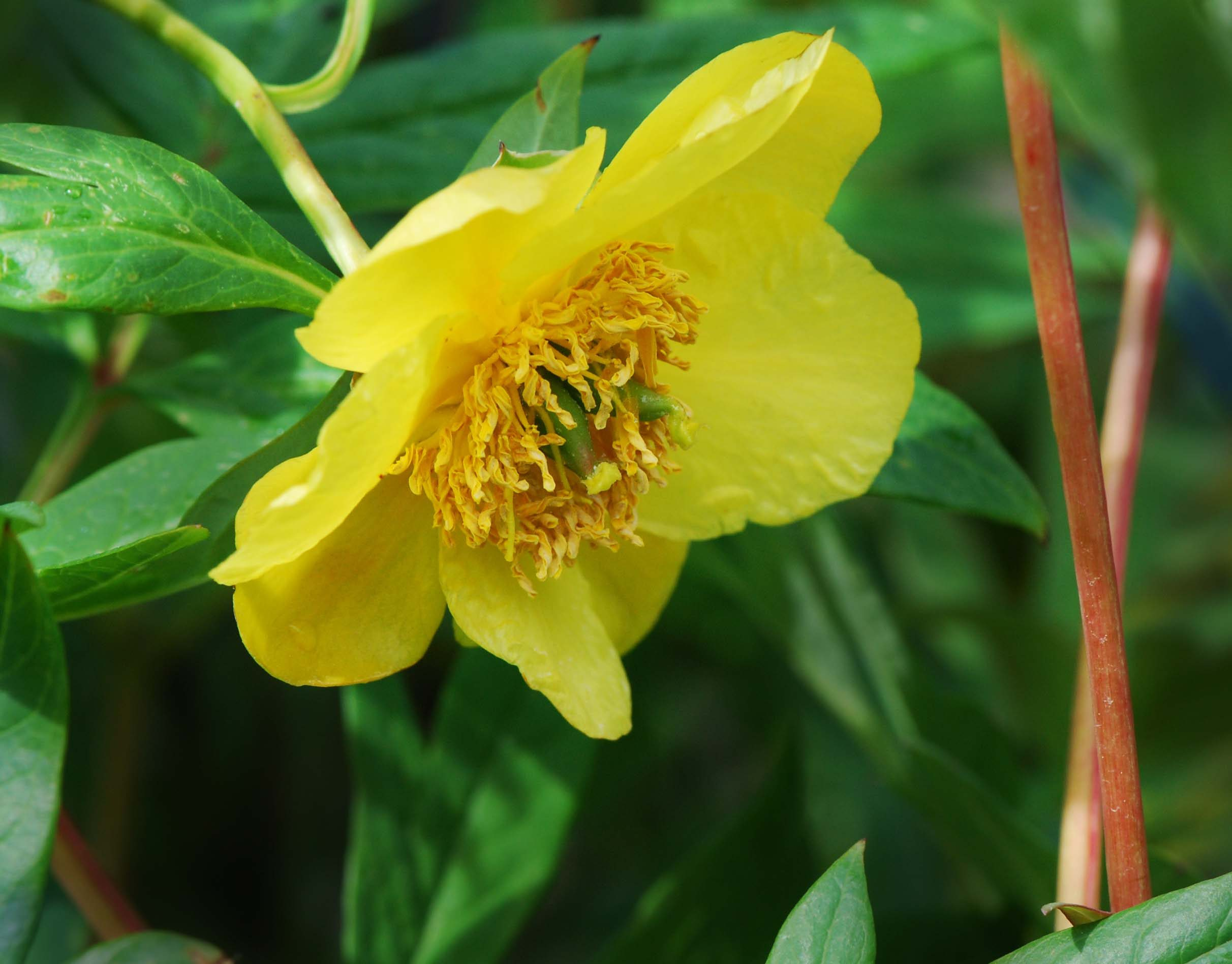
Fleur jaune (ex P. lutea)

## Écologie
Elle pousse dans les forêts ouvertes et les fourrés d’altitude, de 2000 m jusqu’à 3600 m d’altitude. Elle affectionne les bois secs de Pinus ou de Quercus. La reproduction végétative par stolons facilite probablement l’adaptation aux habitats secs et ouverts.
On la trouve au centre et au nord du Yunnan, à l’ouest du Sichuan et le sud-est du Tibet, dans ce qu’on appelle les monts Hengduan.
L’espèce est sur la liste des espèces menacées.
Cette espèce est cultivée depuis 1892.

## Utilisation
L’écorce est utilisée comme matière médicale au Sichuan sous le nom de 西昌丹皮 xichangdanpi, variété commerciale de 牡丹皮 mǔdānpi, en substitut de P. suffruticosa 牡丹 mǔdān 